# Gravdal (Bergen)

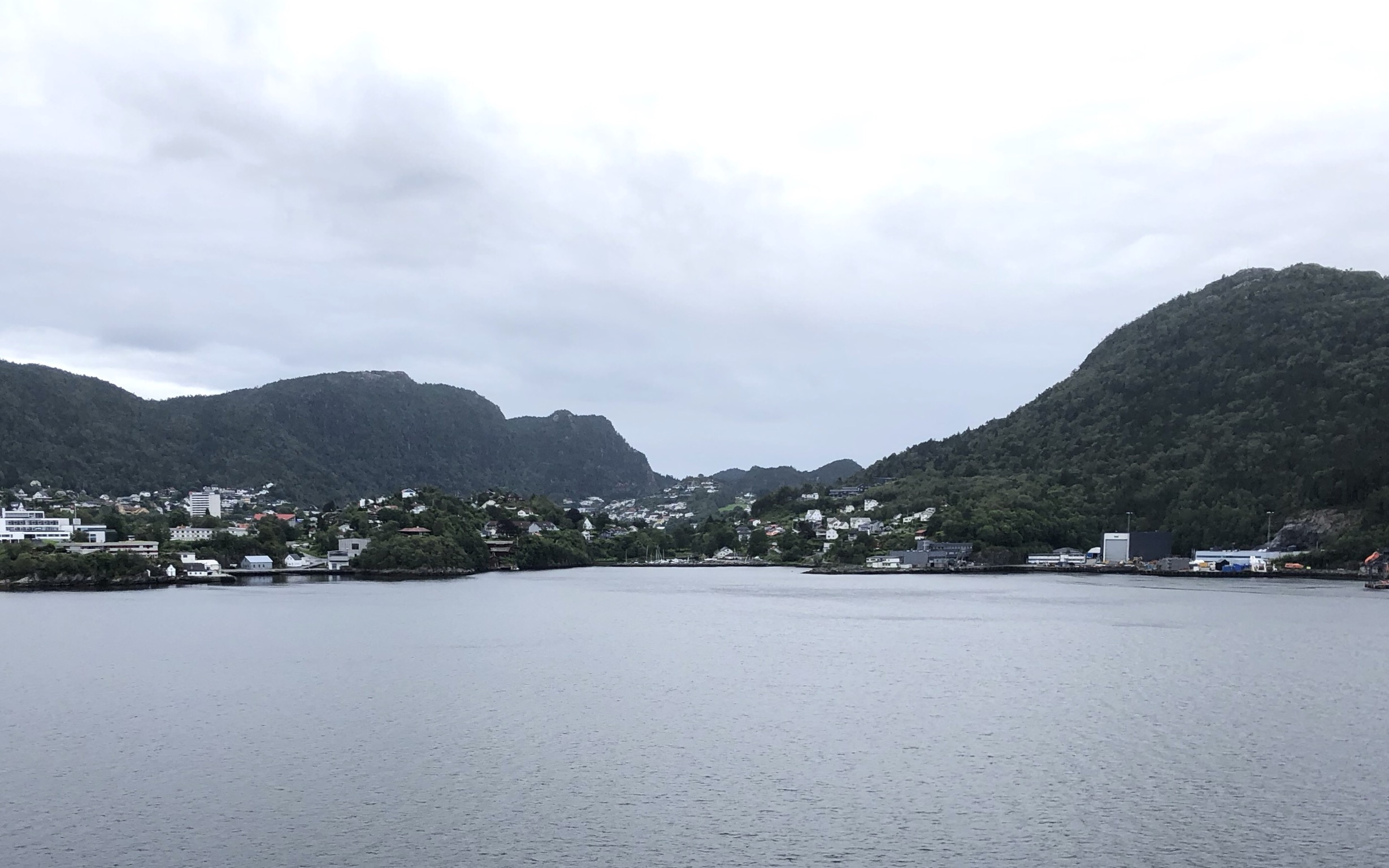
Blick von Norden auf Gravdal, 2019

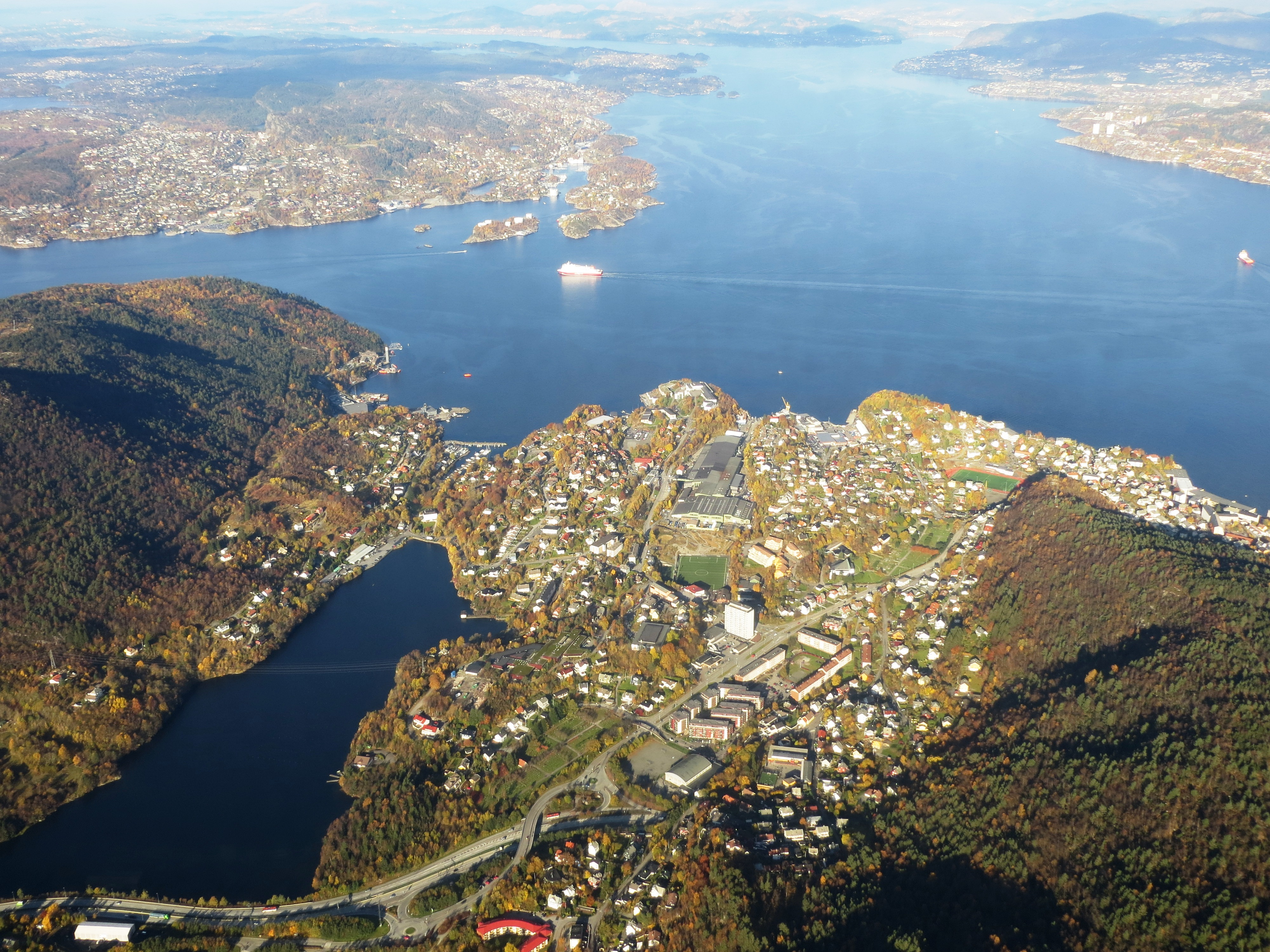
Blick auf Gravdal von Süden im Jahr 2012

Gravdal ist ein Ortsteil im Stadtteil Laksevåg der norwegischen Stadt Bergen in der Provinz Vestland. 

## Geografie
Es befindet sich an der Bucht Gravdalsbukten an der Südküste des Byfjords, etwa drei Kilometer westlich der Innenstadt von Bergen. Direkt im Osten grenzt Nygård an. Im Westen erhebt sich der Berg Lyderhorn. Südlich der Ortslage liegt der See Gravdalsvatnet, außerdem verläuft dort der Riksvei 555.
Gravdal erstreckt sich auf einer Fläche von 2,25 km² und hat 1215 Einwohner (Stand 2014).

## Geschichte
Gravdal wird bereits in der nordischen Saga erwähnt. Hier bestand ein Bauernhof, der vor der Reformation zum Kloster Munkeliv gehörte. 1649 fiel er an die Krone. Bereits seit dem 13. Jahrhundert bestand auch eine Mühle, die noch bis 1899 in Betrieb war. Als erster privater Eigentümer ist Folkvard Riisbrich überliefert, dessen Familie das Anwesen noch bis 1802 gehörte. In der zweiten Hälfte des 18. Jahrhunderts war Oberstleutnant Philip Nicoll Eigentümer Gravdals, der es zu einem Vergnügungsort ausbaute. Es wird vermutet, dass das noch heute bestehende Gebäude Kommandantboligen im Kern auf ihn zurückgeht. 
Ein späterer Eigentümer war der Abgeordnete August Konow. Er betrieb von 1812 bis 1848 eine Gerberei. Als ein nachfolgender Eigentümer ist Johan Ingebrechtsen bekannt. 1897/99 kam Gravdal in den Besitz des Verteidigungsministeriums. Das alte Haupthaus wurde zur Residenz, das Mühlengebäude zur Kaserne umfunktioniert. 
In späterer Zeit wurde die alte Gerberei zu einem Gartencenter, andere Bereiche zur Wohnnutzung umgebaut. Gravdal ist Sitz der Marineakademie Sjøkrigsskolen. Am Byfjord gibt es ein Hafengebiet.
Im Bereich von Gravdal bestehen mehrere archäologische Fundstätten. So wurden im Hafen am Byfjord Fragmente von Mühlsteinen aus Selbu und aus Deutschland, vermutlich aus Mayen gefunden. Spätmittelalterliche Siedlungsreste wurden im Gravdalsvatnet in unmittelbarer Ufernähe gefunden. Am Ufer des Gravdalsvatnet befindet sich ein Anker aus dem 17. Jahrhundert, der in den 1950er/1960er Jahren durch Garnelenschleppnetzfischerei in der Nordsee, wohl im Bereich des Flategrunnen, gefunden worden war. Zentral im Ort befindet sich die denkmalgeschützte Gartenanlage Gravdal hovedgård. Nordöstlich am Rande der Bucht Gravdalsbukten liegt die Bucht Wallemsviken, an der in den 1890er Jahren Munitions- und Sprengstoffmagazine der norwegischen Marine entstanden. Die erhaltenen Gebäude stehen ebenfalls unter Denkmalschutz.

## Persönlichkeiten
Der norwegische Gegenkönig Sigurd Sigurdsson Markusfostre wurde 1163, erst knapp zehn Jahre alt, in Gravdal enthauptet.